# Serpentari del Congo
El serpentari del Congo (Dryotriorchis spectabilis) és un ocell rapinyaire de la família dels accipítrids (Accipitridae). És l'única espècie del gènere Dryotriorchis Shelley, 1874. Habita zones de selva humida d'Àfrica central i Occidental, des de Sierra Leone, fins al nord-est de la República Democràtica del Congo i el nord-oest d'Angola. El seu estat de conservació es considera de risc mínim.
Rapinyaire de grandària mitjana, amb cua llarga i ales arrodonides. Color general fosc per sobre, amb el capell i el clatell gairebé negres i amples bandes del mateix color a la cua i les ales. Blanc o molt clar per sota, amb taques fosques. Potes grogues. Els joves són molt més clars que els adults.